# Scapania nepalensis
Scapania nepalensis là một loài rêu trong họ Scapaniaceae. Loài này được Gottsche, Lindenb. & Nees mô tả khoa học đầu tiên năm 1844.
Danh pháp khoa học của loài này chưa được làm sáng tỏ. 